# فرندز (آلبوم چندآهنگه)
فرندز یا دوستان (انگلیسی: FRI(END)S) آلبوم چندآهنگه از خوانندۀ اهل کره جنوبی وی عضو بی‌تی‌اس است که در ۱۵ مارس ۲۰۲۴ توسط بیگ هیت میوزیک منتشر شد.